# Àrtam dorsiblanc
L'àrtam dorsiblanc (Artamus monachus) és una espècie d'ocell de la família dels artàmids. Habita boscos i sabanes de Sulawesi i les properes illes Lembeh, Banggai, i Sula.